# 金努拉

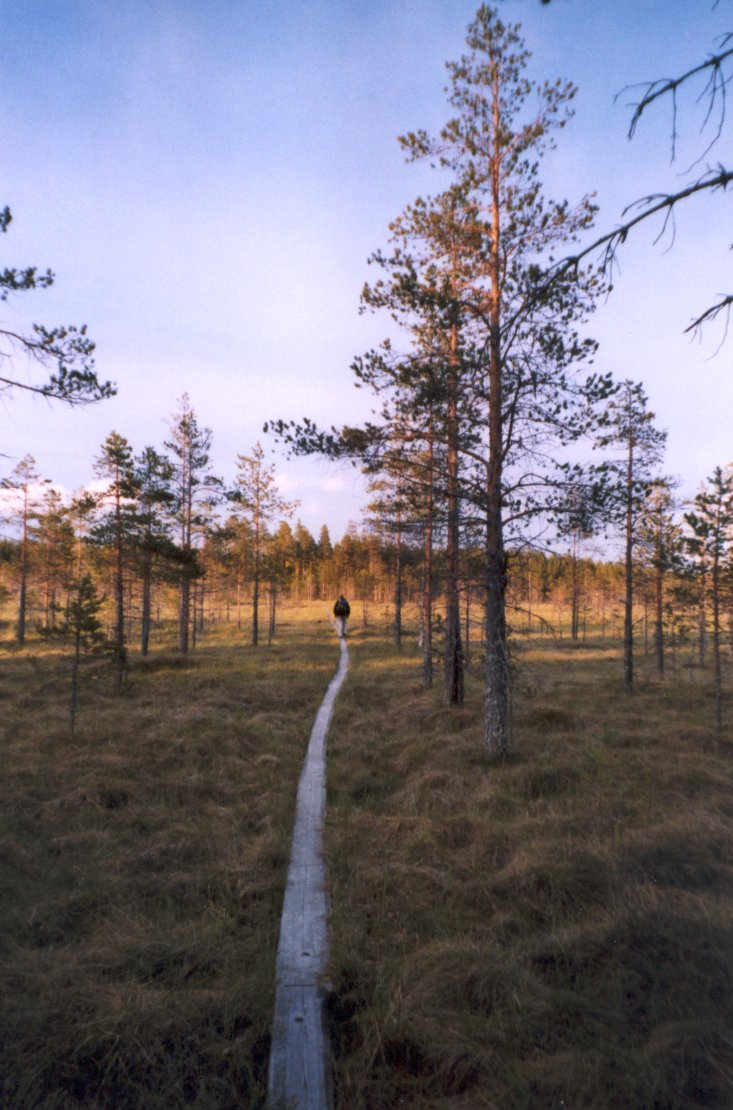

金努拉是芬蘭的城鎮，位於該國西部，由中芬蘭區負責管轄，距離于韋斯屈萊160公里，面積495.71平方公里，2013年人口1,766，人口密度為每平方公里3.84人。

## 外部連結
- Municipality of Kinnula （页面存档备份，存于） – Official website （文）